# Bythinella abbreviata
Bythinella abbreviata is een slakkensoort uit de familie van de Hydrobiidae. De wetenschappelijke naam van de soort is voor het eerst geldig gepubliceerd in 1831 door Michaud.